# روابط ارمنستان و عربستان سعودی
روابط دیپلماتیک بین ارمنستان و عربستان سعودی در ۲۵ نوامبر ۲۰۲۳ رسمی شد. پیش از این، روابط دو کشور از دهه ۲۰۱۰ شاهد گرم شدن قابل توجهی بوده است که احتمالاً به دلیل مخالفت مشترک با افزایش نفوذ ترکیه بوده است.